# Cahit Sıtkı Tarancı
Cahit Sıtkı Tarancı (n. 4 octombrie 1910, Diarbakır – d. 14 octombrie 1956, Viena), pe numele său real, Hüseyin Cahit Tarancı, este unul dintre cei mai importanți scriitori și poeți turci din perioada literaturii turce contemporane. Familia sa, Pirinçzâde, era una respectată în zonă, avea o situație materială bună și era implicată în viața politică și comercială a Turciei. A urmat cursurile unor instituții prestigioase de învățământ, cum ar fi liceul Saint-Joseph și Liceul cu predare în limba franceză Galatasaray Lisesi. A abordat în opera sa teme precum iubirea, singurătatea, moartea și nostalgia, iar poezia sa poartă amprenta literaturii occidetale, în special a celei franceze. În memoria sa a fost realizat Muzeul Cahit Sıtkı Tarancı în casa acestuia din orașul natal.

## Biografie

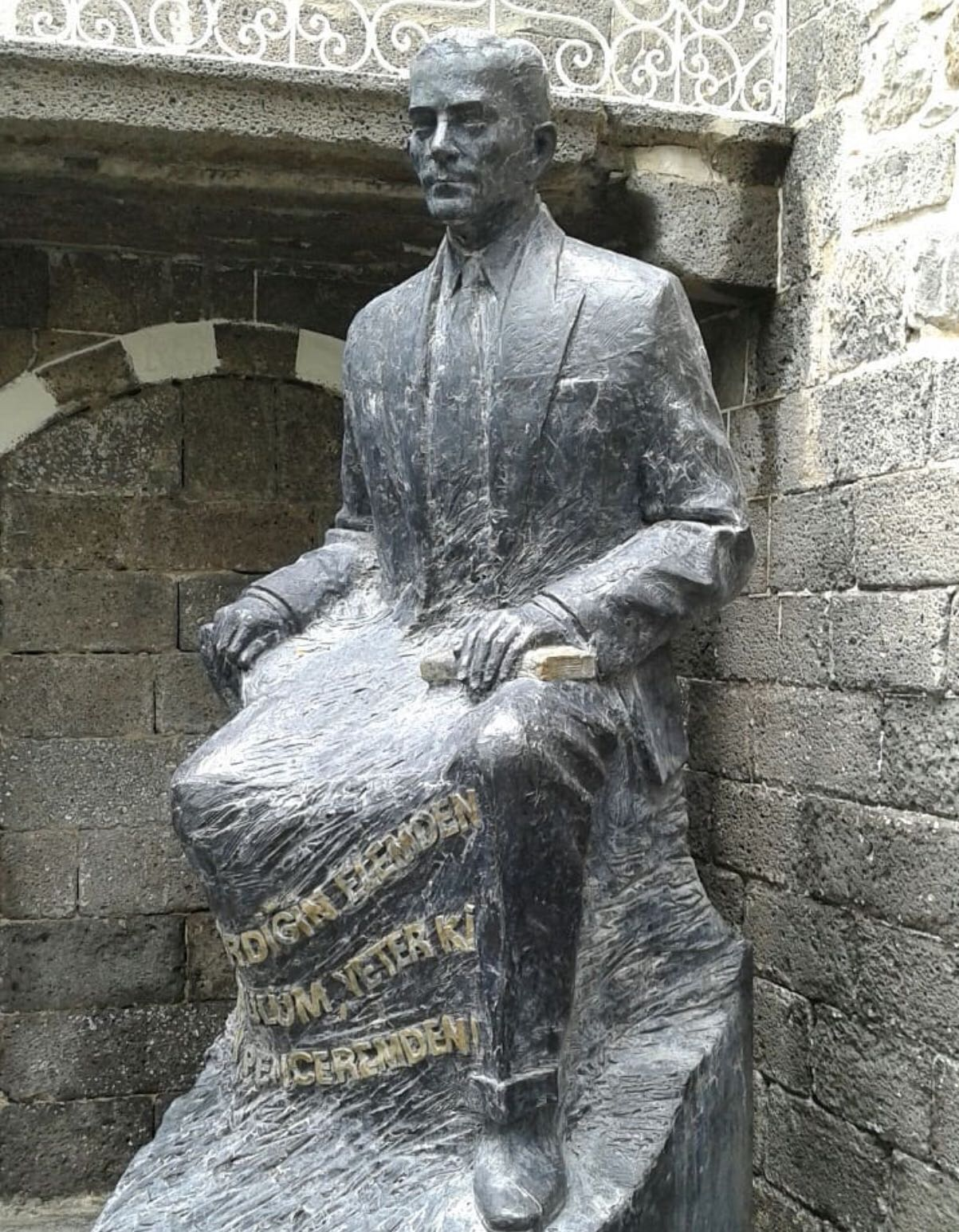
Bustul lui Cahit Sıtkı Tarancı

### Educație
Școala primară a urmat-o în orașul natal, Diarbakır, iar în 1924 a plecat la Istanbul pentru a urma școala secundară la Liceul Saint-Joseph (tr. Saint-Joseph Fransız Lisesi). După terminarea acestor studii (1927-1928), a susținut examenul de admitere la prestigiosul liceu cu predare în limba franceză Galatasaray Sultanisi, pe care l-a absolvit în anul 1931. Aici l-a întâlnit și pe viitorul poet Ziya Osman Saba, care i-a devenit foarte bun prieten și căruia i-a scris o serie de scrisori pe parcursul vieții, care aveau să fie publicate în volum în anul 1957 de către editura Varlık (tr. Varlık Yayınları). Tot în ceeași perioadă au fost publicate și primele sale poezii în diverse periodice. 
În 1936 s-a înscris la Mülkiye Mektebi (Școala de Finanțe) și la Yüksek Ticaret Okulu (Școala Superioară de Comerț), însă nu le-a absolvit niciodată. În același an a început să lucreze la Sümerbank ca funcționar.  
În anul 1938 a plecat la Paris pentru a urma studii politice la École de Sciences Politiques. În aceeași perioadă a scris povestiri pentru gazeta Cumhuriyet și a fost crainicul emisiunilor radiofonice în limba turcă al Radioului din Paris. 

### Viața personală și decesul
Odată cu izbucnirea celui de-al Doilea Război Mondial, este nevoit să sa întoarcă acasă, în Diarbakır, unde va sta până în 1941 când este convocat pentru a-și efectua stagiul militar obligatoriu până în 1943. După terminarea stagiului militar, a lucrat alături de tatăl său la magazinul acestuia din urmă, ca economist. 
La finalul anului 1944 a plecat în Ankara unde a început să lucreze ca traducător la Anadolu Ajansı (agenție de știri), Toprak Mahsülleri Ofisi și Ministerul Muncii. 

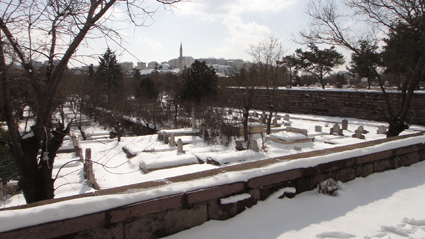
Cimitirul Cebeci din Ankara

În anul 1951 s-a căsătorit cu Cavidan Tıknaz, dar în 1954 aceștia se despart. În același an Cahit Sıtkı Tarancı s-a îmbolnăvit grav de pleurezie, care i-a provocat paralizie. A fost tranferat în Austria, deoarece tratamentul din Turcia nu dădea rezultate. A murit o lună mai târziu, iar trupul său a fost repatriat și îngropat în Cimitirul Cebeci (tr. Cebeci Asri Mezarlığı) din Ankara.

## Activitate literară
Primul contact pe care Cahit Sıtkı Tarancı l-a avut cu poezia a fost în timpul anilor petrecuți la liceu Saint Joseph și a devenit interesat de acest domeniu literar la încurajarea prietenului său Ziya Osman Saba, care i-a fost coleg de clasă la liceul Galatasaray. Contactul cu poezia franceză, în special cea a lui Baudelaire a fost unul însemnat pentru Cahit Sıtkı Tarancı, fapt ce a determinat ca poezia să devină o parte nelipsită din viața sa. 

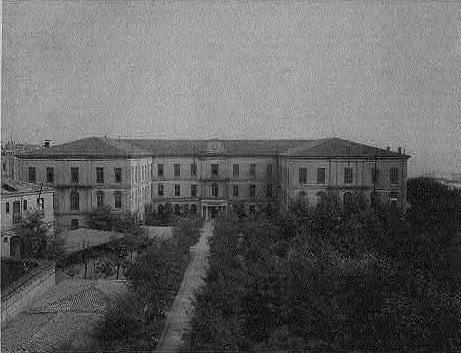
Liceul Galatasaray

Primele sale poezii au fost publicate în reviste importante ale vremii precum Servet-i Fünûn, Akademi și Mühit, pe când studia la liceul Galatasaray. În anii următori și-a publicat lucrările în reviste precum Varlık, İnsan, Yücel, Kültür Haftası și Cumhuriyet. Primul său volum de poezii, intitulat Ömrümde Sükut („Tăcerea din viața mea”) a fost publicat în anul 1933.
Cahit Sıtkı Tarancı poate fi considerat de asemenea, un reprezentant al curentului literar Garip înființat în 1930 de către scriitorii Melih Cevdet (1915–2002), Oktay Rifat (1914–1988) și Orhan Veli (1914–1950). Acest curent literar promova utilizarea unui limbaj simplu, forme poetice inspirate din foclor, îndepărtarea de stilul poeziei clasice din perioada Otomană și teme literare moderne, cum ar fi alienarea omului modern.

### Teme și stil literar
Cahit Sıtkı Tarancı abordează în opera sa teme literare precum viața și frumusețea acesteia, stilul boem de a trăi, dragostea, natura, singurătatea, nostalgia, bătrânețea, moartea și sentimentul de loialitate față de Mustafa Kemal Atatürk, având un caracter realist și profund.   El reușește să surprindă conflictul spiritual dintre frumusețea vieții și realitatea morții în poeziile sale, reflectând asupra existenței umane.
Figurile de stil cel mai des utilizate de către poet sunt comparația și antiteza, iar imaginile temporare preferate sunt toamna și noaptea. Cahit Sıtkı Tarancı a folosit cu precădere figurile de stil amintite pentru a atinge înțelesuri cât mai profunde în poeziile sale, dar și pentru a antrena cititorul într-un proces de descifrare a semnificațiilor literare. Cuvintele ce aparțin limbajului cotidian deveneau astfel mult mai bogate în sens și chiar unice. Poeziile sale reflectă și dificultățile, bucuriile, evenimentele sau schimbările ce au avut loc în viața scriitorului. După cel de-al Doilea Război Mondial atmosfera peoziilor sale devine una mai sumbră, iar în opera intitulată Bir Haritam Vardı Benim („Am avut o hartă”) Cahit Sıtkı Tarancı descrie felul în care lumea a fost transformată din cauza războiului.
Stilul său artistic și profund de a-și expima gândurile și trăirile, cât și pasiunea pentru poezie și literatură, pot fi observate și în numeroasele scrisori trimise prietenului său Ziya Osman Saba, ce aveau să fie reunite în volum și publicate de către acesta din urmă în 1957.
Poezia sa poartă amprenta literaturii occidentale, în special a literaturii franceze, având totodată accente de originalitate, distingându-se astfel de peisajul literar al Turciei din acea vreme.
A devenit celebru în special datorită distincției cu premiul I la un concurs de poezie organizat de partidul de guvernământ, Cumhuriyet Halk Partisi, în 1946, pentru poemul intitulat Otuz Beș Yaș („Treizeci și cinci de ani”).
Poeziile sale au fost apreciate în diverse articole de către Peyami Safa și Nurullah Ataç, criticii respectați din acea perioadă. 

## Muzeul Cahit Sıtkı Tarancı

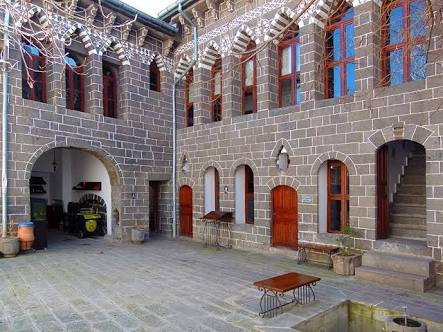
Muzeul Cahit Sıtkı Tarancı

Muzeul Cahit Sıtkı Tarancı a fost organizat chiar în casa acestuia din Diarbakır și reflectă îndeaproape modul de viață al familiei sale. Locuința a fost construită în anul 1733 și este unul dintre cele mai importante exemple ale arhitecturii civile din acea peridoadă din Diarbakır. Clădirea a fost transformată în muzeu în anul 1973, trecând ulterior prin procese de restaurare grație proiectului Cahit Sıtkı Tarancı and Ziya Gökalp Museum Restoration („Proiectul de restuarare al Muzeului Cahit Sıtkı Tarancı și Ziya Gökalp”).
În muzeu se pot găsi diverse obiecte personale, dar și exponate precum scrisori, cărți, fotografii și documente ale scriitorului. Este unul dintre cele mai vizitate puncte turistice din Diarbakır, fiind și un centru important pentru cei interesați de aprofundarea operei poetului, deoarece aici se găsește și un institut de cercetare. 
Muzeul este organizat în două spații, unul găzduind expoziția permanentă, iar în cel de-al doilea sunt organizate diverse activități periodice care au ca rol promovarea culturii din Diarbakır. Prima temă de acest gen la redeschiderea muzeului a fost cea legată de muzică, interpretată de Corul de Muzică Clasică Turcească Diarbakır.

## Opera literară

### Volume de poezie
Ömrümde Sükût (1933) „Tăcerea din viața mea”
Otuz Beș Yaș (1946) „Treizeci și cinci de ani”
Düșten Güzel (1952) „Mai frumos decât visul / un vis”
Sonrası (1957) „Apoi”

### Proză
Ziya'ya Mektuplar (1957)
Cahit Sıtkı Tarancı'nın Hikayeciliği ve Hikayeleri („Anecdotele și povestirile lui Cahit Sıtkı Tarancı” publicat în 1976 de Selahattin Önerli)
Evime ve Nihal'e Mektuplar (1989) „Scrisori către casa mea și către Nihal”
Yazılar (1992) „Scrieri” 

### Critică literară
Peyami Safa (1940)

## ·  Bibliografie
- Bulut, Yıldıray, „Cahit Sıtkı Tarancı’s Understanding Of Poetry And Analysing Of His Poems Themed As “Joy Of Life” Based On “Poem Analysing Methods” Journal of Turkish Studies, pp. 193-212.
- Elmas Nazım, „Contrast and Comparison in Cahit Sıtkı Tarancı’s Poetic Language”, Giresum University.
- Eronat, Kamuran, „The Struggle of Dream and Reality in Cahit Sıtkı Tarancı”, D.Ü.Ziya Gökalp Eğitim Fakültesi Dergisi 5,47-53 (2005).
- Famous Turkish poet’s museum reorganized, Hürriyet Daily News, 28 noiembrie 2012.
- Feldman, Walter, „Turkish literature”, Encyclopedia Britannica, 3 februarie 2017.
- Karahan, Ali, „Cahit Sıtkı Tarancı’nın șiir ve hikayelerinde türlerarası ilișkiler”, Trakya Üniversitesi, (2019).
- Okur, Enver, „Cahit Sıtkı Tarancı (hayatı-eserleri-sanatı)”, Kurumsal Akademik Arșiv, (1993).
- Tulgar, Yasemin Uzun, „Reading Cahit Sıtkı TARANCI”, Procedia – Social and Behavioral Sciences 46, (2012).

## Link-uri externe
Versuri Cahit Sıtkı Tarancı

## Link-uri interne
Cahit Sıtkı Tarancı

[ [ Categorie: scriitori turci ] ]